# Vicenç Martín Quirós
Vicenç Martín Quirós (Barcelona, 12 de desembre de 1893 - idm. 19 d'abril de 1969) fou un compositor català dedicat especialment al cuplet.
Estudià piano i direcció d'orquestra al Conservatori de Madrid, ensems que ja componia la sarsuela El Sultan de Persia, que estrenà al Teatro Barbieri de la capital d'Espanya; posteriorment, perfeccionà els estudis amb el mestre Burgés. Es dedicà preferentment al cuplet, que llavors era un gènere considerat modern, i per al que Quirós, que acostumava a signar Vicente Quirós, posseïa totes les qualitats: gràcia, facilitat metòdica i abundància d'idees, que li van permetre produir un gran nombre de petites obres, modèliquesl en el seu estil i que assoliren gran popularitat. El novembre de 1922 va abordar el teatre amb el sainet-líric en dos actes Les Caramelles, que va aconseguir un ressonant èxit.
Les petites obres més importants que cal citar: El chulo del berbiqui; La sacristana; Al alma de Andalucia; Los picaros ojos; La zamorana; Nativa de Faraón, Els focs artificials; Fox-trot de l'ombrel·la; Alma brava, Flores, Rubores; un pasdoble premiat etc...